# Eugnosta replicata
Eugnosta replicata es una especie de polilla de la tribu Cochylini, familia Tortricidae.
Fue descrita científicamente por Meyrick en 1913.

## Distribución
Se encuentra en Sudáfrica.